# HMS Unity (N66)
«Юніті» («Єдність») (англ. HMS Unity (N66)) — британський підводний човен типу «U», перша серія, що перебував у складі Королівського військово-морського флоту Великої Британії у роки Другої світової війни.

## Історія створення
«Юніті» був закладений 19 лютого 1937 року на верфі компанії Vickers-Armstrongs у Барроу-ін-Фернесі. 16 лютого 1938 року він був спущений на воду, а 5 жовтня 1938 року увійшов до складу Королівського ВМФ Великої Британії.

## Історія служби
На початок Другої світової війни «Юніті» входив до 6-ї флотилії підводних човнів британського флоту. З 23 по 26 серпня 1939 року флотилія ПЧ передислокувалася на свої військові бази в Данді та Блайті. Човен патрулював у навколишніх водах Північного моря, одного разу здійснив невдалий напад на німецький підводний човен U-2.
29 квітня 1940 року «Юніті» вийшов з Блайта для патрулювання біля Норвегії, але зіткнувся з норвезьким судном SS Atle Jarl і за п'ять хвилин затонув. Унаслідок морської аварії загинули два члени її екіпажу.
Рештки корабля лежать неподалік від островів Фарне на глибині 48-55 м.